# 博雅纳教堂
博雅纳教堂（拉丁轉寫：Boyanska tsărkva），又译博亚纳教堂，坐落于保加利亚首都索菲亚郊外博雅纳村的正教教堂。博雅纳教堂由三座建筑物组成，其东侧的教堂始建于公元10世纪末或11世纪初，中间教堂为13世纪中叶卡洛扬大总督下令修建，故也称“卡洛扬教堂”，其中保存有绘于公元1259年前后的壁画。西侧教堂为19世纪初修建。博雅纳教堂的建筑风格独特，其中绘于十三世纪中叶的壁画保存完好，充分体现了巴尔干地区中世纪艺术风格，1979年被列入首批世界文化遗产。

## 历史

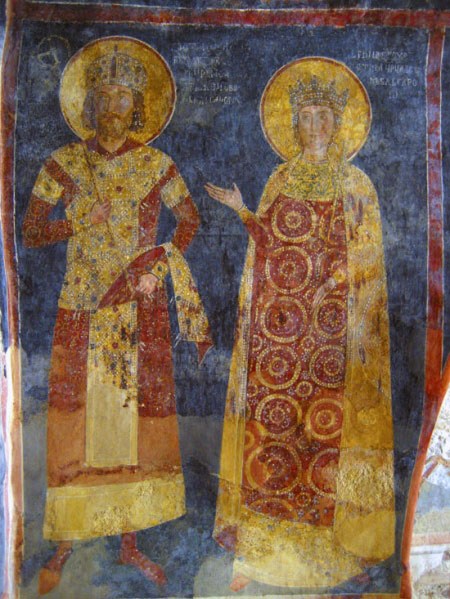
壁画中的康斯坦丁国王和王后的画像

博雅纳教堂中的东教堂是其最古老的部分，建造于10世纪末或11世纪初。东教堂为单后殿交拱式教堂，内部有十字交叉型的交拱和向外突出的半圆形后殿。13世纪中叶，按照第二保加利亚帝国的卡洛扬大总督Sebastocrator Kaloyan和他的妻子德西斯拉娃Dessislava的要求，在邻接东教堂的地方建造了两层陵墓式教堂。其一层为半圆穹顶的家族墓，带有南北两座后殿。二层的家族礼拜堂则与东教堂的设计完全相同，外墙由陶瓷制品装饰。教堂的墙壁上绘制了89幅壁画，内中有240个人物。到了19世纪中期，利用当地社区捐赠的资金修建了西面的教堂。
1954年，为了保护和修缮，博雅纳教堂对公众关闭。由于各国专家对修缮和壁画保护有不同意见，修缮工作曾暂停了一段时间。直到2006年3月才重新启动，2006年11月完成，12月4日局部开放。为了保护教堂内的壁画，安装了空调和低热灯，可以把温度控制在17-18摄氏度。团体游客只允许在其中停留十五分钟. 2008年10月2日，处于保加利亚国家历史博物馆管理下的博雅纳教堂完全对公众开放

## 壁画

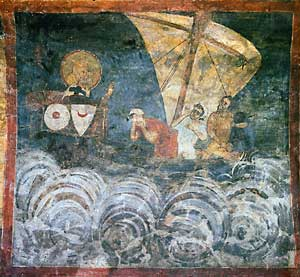
博雅纳教堂壁画中的船

博雅纳教堂内部的壁画分为多层，1912-1915年，1934和1944年皆进行过维修。其中的第二层壁画具有国际声誉，是巴尔干地区保存最完好的中世纪艺术品。
第一层壁画绘制于11到11世纪，仅留有残片，位于祭坛的下部、北墙、西墙上部和南后殿。根据捐赠者在教堂中间部分的北墙上留下的铭文，第二层壁画绘制于1259年，是由未知名的艺术家团队在第一层壁画之上绘制的，他们同时也进行了了整个中教堂的外部装饰工作。教堂前厅中的十八幅壁画描绘了圣尼古拉斯的生平。画家在创作时揉入了当时的元素，比如在海上神迹壁画中的船源于威尼斯。教堂北墙上的壁画包括了保加利亚沙皇康斯坦丁·阿森和王后伊莉娜、大总督卡洛扬和他的妻子德西斯拉娃的壁画，生动逼真，神态安详，被认为是博雅纳教堂壁画中最令人感动的作品。南侧的舟行海面的壁画中，舟上妇人掩面而泣，男子镇定自如。舟下一排旋涡表示惊涛骇浪，具有抽象艺术的风格。晚期的壁画包括14世纪的一幅描绘圣母的壁画，16到17世纪的一幅圣尼古拉斯壁画和1882年的描绘博雅纳教堂的两位圣人圣尼古拉斯和圣帕特雷蒙的壁画。
今日，研究者用博雅纳大师一词来代表那些用作品装饰博雅纳教堂的无名艺术家。在2006-2008年的复原工作中，发现了一个名字，也许是画家的名字。国家历史博物馆馆长 博兹达尔·德米特洛夫表示：“在修复教堂的一面墙壁时，在表层之下发现了一个少见的签名，我，瓦西里，刻于此”。

## 外部連接
- 官方網站 （页面存档备份，存于）